# 木村暢
木村 暢（きむら のぼる）は、日本のシナリオライター。

## 人物
かつてスタジオオルフェに在籍した。また、シナリオライターになる以前はサンライズで制作進行をしていた経験がある。
2004年から2005年にかけて、『舞-HiME』のメディアミックス（舞-HiMEプロジェクト）に広く携わる。
2005年、TVアニメ『SoltyRei』の全話脚本を執筆した。

## 参加作品

### テレビアニメ
2001年
- GEAR戦士電童（脚本）

2002年
- 天地無用! GXP（脚本）
- G-onらいだーす（脚本）
- 激闘!クラッシュギアTURBO（脚本）

2003年
- クラッシュギアNitro（脚本）
- ぽぽたん（脚本）
- 瓶詰妖精（脚本）

2004年
- DAN DOH!!（シリーズ構成）
- 舞-HiME（メディアライター・第16話脚本）
- リングにかけろ1（脚本）
- せんせいのお時間（脚本）
- ゆめりあ（脚本）
- Get Ride! アムドライバー（脚本）
- ゾイドフューザーズ（脚本）

2005年
- あまえないでよっ!!（脚本）
- SoltyRei（ - 2006年、シリーズ構成・全話脚本）

2006年
- あまえないでよっ!! 喝!!（脚本）
- スパイダーライダーズ 〜オラクルの勇者たち〜（脚本）
- リングにかけろ1〜日米決戦編（脚本）

2007年
- スパイダーライダーズ 〜よみがえる太陽〜（脚本）

2009年
- Phantom 〜Requiem for the Phantom〜（脚本）

2010年
- 迷い猫オーバーラン!（メインライター・脚本・第13話脚本監修）
- WORKING!!（脚本）
- リングにかけろ1 影道編（脚本）
- アマガミSS（脚本）
- もっとTo LOVEる -とらぶる-（脚本）

2011年
- そふてにっ（脚本）
- 戦国乙女〜桃色パラドックス〜（脚本）
- リングにかけろ1 世界大会編（脚本）
- マケン姫っ!（脚本）
- 機動戦士ガンダムAGE（脚本）

2012年
- アマガミSS+ plus（シリーズ構成・脚本）
- キルミーベイベー（脚本）
- 這いよれ! ニャル子さん（シリーズ構成・脚本）
- アクセル・ワールド（脚本）

2013年
- 問題児たちが異世界から来るそうですよ?（シリーズ構成・脚本）
- THE UNLIMITED 兵部京介（脚本）
- 這いよれ! ニャル子さんW（シリーズ構成・脚本）
- ファンタジスタドール（構成協力・脚本）

2014年
- バディ・コンプレックス（脚本）
- マケン姫っ!通（脚本）
- 星刻の竜騎士（シリーズ構成・脚本）
- クロスアンジュ 天使と竜の輪舞（脚本）

2015年
- GANGSTA.（脚本）

2017年
- アリスと蔵六（脚本）
- ナイツ&マジック（脚本）
- バトルガール ハイスクール（脚本）
- 僕の彼女がマジメ過ぎるしょびっちな件（脚本）

2018年
- 刻刻（シリーズ構成・脚本）
- ガンダムビルドダイバーズ（シリーズ構成・脚本）
- PERSONA5 the Animation（脚本）

2021年
- 怪物事変（シリーズ構成・脚本）
- スケートリーディング☆スターズ（シリーズ構成・脚本）
- 境界戦機（シリーズ構成）

2022年
- ヒーラー・ガール（シリーズ構成・脚本）
- 境界戦機 第二部（シリーズ構成・脚本）

2023年
- スパイ教室（脚本）

2024年
- 俺だけレベルアップな件（シリーズ構成）
- 魔法少女にあこがれて（シリーズ構成）

2025年
- 紫雲寺家の子供たち（シリーズ構成・脚本）

### 劇場アニメ
2021年
-  プリンセス・プリンシパル Crown Handler（構成・脚本）

### OVA
2002年
- こすぷれCOMPLEX（構成・全話脚本）

2013年
- 機動戦士ガンダムAGE MEMORY OF EDEN（構成・脚本）

2015年
- 這いよれ! ニャル子さんF（シリーズ構成・脚本）

2024年
- コードギアス 奪還のロゼ（シリーズ構成）

### Webアニメ
- 境界戦機 極鋼ノ装鬼（シリーズ構成）

### 小説
- 舞-HiME（全2巻／メガミ文庫）
- 機動戦士ガンダム00シリーズ（角川スニーカー文庫）
  - 1stシーズン - 全3巻
  - 2ndシーズン - 全5巻
  - 劇場版 - 全1巻

### 漫画
- 舞-HiME（全5巻／週刊少年チャンピオン、秋田書店）シナリオ ※キムラノボル名義
- BLASSREITER -genetic-（全3巻／月刊チャンピオンRED、秋田書店）シナリオ ※キムラノボル名義

### ゲームシナリオ
- みずのかけら
- ロケットの夏